# Đế quốc Gallia
Đế quốc Gallia (tiếng Latinh: Imperium Galliarum) là tên mà người nay đặt cho một quốc gia ly khai trong Đế quốc La Mã, tồn tại từ năm 260 đến năm 274. Nó khởi nguồn từ cuộc Khủng hoảng trong thế kỷ 3.
Đế quốc Gallia được Postumus thành lập vào năm 260 trong thời điểm làn sóng xâm lược của các rợ và tình hình bất ổn ở Roma đang lên cao, và vào thời kỳ đỉnh cao của nó, lãnh thổ của đế quốc này bao gồm các vùng đất thuộc Germania, Gaul, Britannia, và Hispania. Sau khi Postumus bị ám sát vào năm 268, nó mất phần lớn lãnh thổ của mình, nhưng vẫn tiếp tục hiện hữu dưới thời một loạt các Hoàng đế và kẻ soán ngôi. Đế quốc này bị Hoàng đế La Mã là Aurelianus chiếm lại sau trận Châlons vào năm 274.

### Nguồn gốc

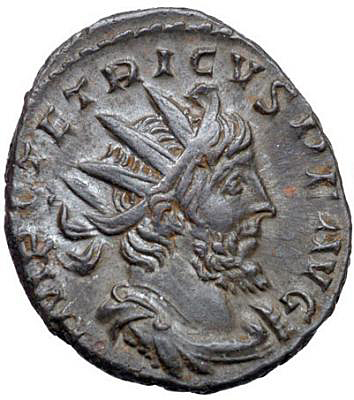
Tiền xu của Tetricus, vị hoàng đế cuối cùng(271-274) của đế quốc Gallia

## Lịch sử